# 石原萠記
石原 萠記（いしはら ほうき、1924年11月5日 -2017年2月24日）は、日本の社会主義運動家。社会党右派のイデオローグ。ソ連（ロシア）、中華人民共和国、韓国との文化交流、友好親善に努めている。出版社の自由社社長。日本対外文化協会副会長。日本出版協会理事長。STV-Japan取締役。「萠」は俗字で、人名漢字を使用して「石原萌記」と表記されることも多い。

## 経歴
山梨県甲府市百石町の染物店の二男として生まれる。1944年、早稲田大学在学中に陸軍に応召。1945年、中国・漢口の第6方面軍司令部参謀部で終戦を迎える。
1946年、上海から博多に復員。その後、東洋大学史学科で考古学を学ぶ。日本共産党員だった渡辺恒雄や河合武（河合栄治郎の長男）らと学生運動を行う。日本共産党の影響下にあった「民主主義科学者協会」（民科）の歴史部会に出入りし、石母田正、藤間生大、松本新八郎ら共産党系歴史学者の研究に傾倒していた時期もあった。1951年卒業。
学生時代から右派社会党の衆議院議員、三輪寿壮の下で革新運動を行い、卒業後は郷里の山梨県に入り、県議や古い党員を次々と除名して右派社会党山梨県連を再建。衆院選出馬を準備していた。河上丈太郎（元社会党委員長）とは、河上の長男・民雄が留学から帰国する際に書籍の整理を依頼されるほどの仲だった。
1956年、「日本文化フォーラム」の設立に参画（当初は事務局長、後に専務理事）。1959年、自由社を設立し、月刊誌「自由」を創刊。
東海大学総長や社会党衆議院議員を務めた親ソ連の代表的人物、松前重義と親しく、「現代の巨星」と絶賛。1966年、ソ連政府の提案によるソ連・東欧との交流組織「日本対外文化協会」（対文協）を松前とともに設立した（現在副会長）。日本対外文化協会、日ソ友好議員連盟、日ソ親善協会、日ソ交流協会、日ソ貿易協会の対ソ関係5団体とソ連の官製対日友好組織が主催して1979年から1988年まで開催された「日ソ円卓会議」では政治部会の座長を務めるなど中心的役割を担った。日ソ円卓会議の内容は「自由」誌上に掲載された。松前は自由社の取締役を務めた。
1972年、新しい社会主義を検討するため「変貌する社会と社会主義 国際セミナー」を社会主義インターナショナルなどと共催。このセミナーを機に江田三郎と親しくなり、江田から社会党離党の相談を受けるなど政治的盟友となった。
社会主義の中でも非共産党の社会民主主義の信念を持ち、社民・中道勢力による自民党政権打倒を目指した。1972年、江田三郎、矢野絢也（公明党書記長）、佐々木良作（民社党書記長）を、西ドイツで大連立を成功させた首相（ドイツ社会民主党党首）、ヴィリー・ブラントと会談させることを企て、8月28日にミュンヘン郊外で実施する準備を進めたが、マスコミに察知され中止となった。1990年には、松前重義とともに、土井たか子（社会党委員長）、永末英一（民社党委員長）、江田五月（社民連代表）や山岸章（連合会長）らに対し、西欧型の社会民主主義政権の樹立を目指す「社会民主主義研究会」の設立を呼び掛けた。
「自由」2008年2月号の座談会で「『自由』の役割は、60年安保、70年安保を闘い、それ以降の70年半ばには、江田三郎さんたちと社会主義インターを日本へもってこようとして、いろいろとご協力し合ってきた。そして、それが社公民という形で一つの運動になった」「『自由』の歴史は1959年発刊以来、一貫して民社主義（民主的社会主義）を理想としつつ、現実をいかに改革するかを、理論・政策と実践の両面から努力してきた」などと発言している。

## 歴史認識
政治思想は反共主義を表明し、右派言論人に分類されることも多いが、前述した通り民主社会主義者でもあり、中国や韓国との相互理解を強調し、日中戦争や太平洋戦争の戦争責任は昭和天皇にあると繰り返し表明しており、日韓基本条約や日中国交正常化を推進する一方で反共的で右派的だった民社党と同じ典型的な民主社会主義者である。また、沖縄戦における集団自決についても軍の命令だったとの立場をとっている。これは、自由社が刊行している『新しい歴史教科書』が依拠する自由主義史観と矛盾する点も少なくなく、新しい歴史教科書をつくる会が教科書の新たな発行元に自由社を選んだことに疑問の声が出ている。

## 東京電力との関係
東京電力社長だった木川田一隆と親交があり、その紹介で平岩外四（後の社長、会長）と知り合う。石原および自由社は「自由」への広告出稿など東京電力から財政援助を受けていた。週刊文春の取材に対し「昭和の時代には、カネに窮して年も越せない時、東電の副社長は100万円用意してくれたなぁ」と語っている。東京電力がマスコミ関係者を連れて中国を訪問する日中友好ツアー「愛華訪中団」を主催。東日本大震災による福島第1原発事故が起きた2011年3月11日もツアー中で、東京電力会長の勝俣恒久らとともに中国の要人に面会に行くバスの中で地震を知ったという。
東京電力幹部と民主党関係者をつなぐ懇親会「十人十色の会」を主宰。メンバーには江田五月や海江田万里らがいる。

## 家族構成
妻、石原信子は自由社監査役。長男、石原寿記は横浜地方裁判所判事。長女、石原圭子は東海大学教授。寿記の名付け親は三輪寿壮で、「寿」の文字を与えた。圭子は松前重義の縁故で東海大学平和戦略国際研究所の助手として採用され、その後、講師、助教授、准教授となった。また、石原の妹は三輪の秘書を務め、三輪の死後は松前の秘書となった。このように石原と社会党関係者の交際は家族ぐるみだった。

## 著書・編著・共著
- 『江田三郎－そのロマンと追想』（『江田三郎』刊行会、1979年）
- 『韓国・北朝鮮統一問題資料集』（自由社、1979年）
- 『三宅正一の生涯』（三宅正一追悼刊行会、1983年）
- 『追憶－裏方政治家に徹した松井政吉先生』（いわき社会問題研究会、1994年）
- 『戦後日本知識人の発言軌跡』（自由社、1999年）
- 『歌謡の変遷にみる天皇制度の変化－明治維新から昭和の終焉まで』（自由社、2007年）

## 訳著
- 張香山著『日本回想－戦前、戦中、戦後想い出の記』（自由社、2003年）

## 参照
1. ↑  “評論家の石原萠記氏死去　月刊「自由」発行”. 時事通信. (2017年3月21日){{cite news}}:  CS1メンテナンス: 先頭の0を省略したymd形式の日付 (カテゴリ)
2. ↑  「自由」2008年2月号 p.32
3. ↑  “民社党訪中代表団と中日友好協会代表団の共同声明”.   東京大学東洋文化研究所. 2016年11月4日閲覧。
4. ↑  週刊文春2011年3月31日号
5. ↑  週刊文春2011年4月7日号